# Associazione Calcio Libertas
A.C Libertas é uma equipe sanmarinense de futebol com sede em Borgo Maggiore. Disputa a primeira divisão de San Marino (Campeonato Sanmarinense de Futebol).
Seus jogos são mandados no Campo sportivo di Borgo Maggiore, que possui capacidade para 1.000 espectadores.

## História
O A.C Libertas foi fundado em 04 de Setembro de 1928.